# 미즈하시촌
미즈하시촌(水橋村)은 도치기현 하가군에 속했던 촌이다.

## 지리
현재의 하가정의 남부에 해당한다.

## 역사
- 1889년 4월 1일 - 정촌제 시행에 의해 하가군 미즈하시촌이 성립하였다.
- 1954년 3월 11일 - 미나미타카네자와 촌, 우바가이 정과 합병해 하가정이 성립하여, 동일 미즈하시촌은 폐지되었다.

## 인구
| 1891년 | 3,689 |
| 1920년 | 4,775 |
| 1935년 | 5,115 |
| 1946년 | 6,628 |
| 1950년 | 6,774 |

## 참고문헌
- 角川日本地名大辞典編纂委員会『가도카와 일본 지명 대사전 9 栃木県』、가도카와 쇼텐、1984年 ISBN 4-04-001090-6
- 日本加除出版株式会社編集部『全国市町村名変遷総覧』、日本加除出版、2006年、ISBN 4-8178-1318-0